# Pendentif

Schema der Pendentifkuppel, rot: Pendentif

Ein Pendentif [pɑ̃dɑ̃ˈtif] (französisch pendre: hängen, auch: Hängezwickel, Eckzwickel oder Teilgewölbe) ist ein sphärisches Dreieck zur Überleitung vom quadratischen Grundriss eines Unterbaus zum Fußkreis einer Kuppel. Das Pendentif wird von drei Viertelbögen begrenzt, von denen der obere, horizontale den vierten Teil des Fußkreises der Kuppel bildet.

## Beschreibung
Pedentifs sind die baukonstruktiven Voraussetzungen zur Errichtung eines kreisrunden Kuppelgewölbes, wenn darunter kein ebenso runder Unterbau vorhanden ist. In der Regel handelt es sich bei dem Kuppelunterbau um die quadratischen Vierung einer Kirche oder eines Zentralbaus; in seltenen Fällen kann der Grundriss des Unterbaus achteckig sein. Um geometrisch und baustatisch vom Viereck des Unterbaus in die Kreisform der Kuppel überzuleiten, sind gewölbte Zwickel (Gewölbezwickel) notwendig, die entweder als Trompe oder als Pendentif ausgeführt werden können.

Das Pendentif wird von drei Viertelkreisbogen begrenzt, von denen der obere horizontale den vierten Teil des Fußkreises der Kuppel bildet. Allerdings kann zwischen den vier Pendentifs und der eigentlichen Kuppel ein zylinderförmiges Element als Tambour eingefügt werden.

Galerie
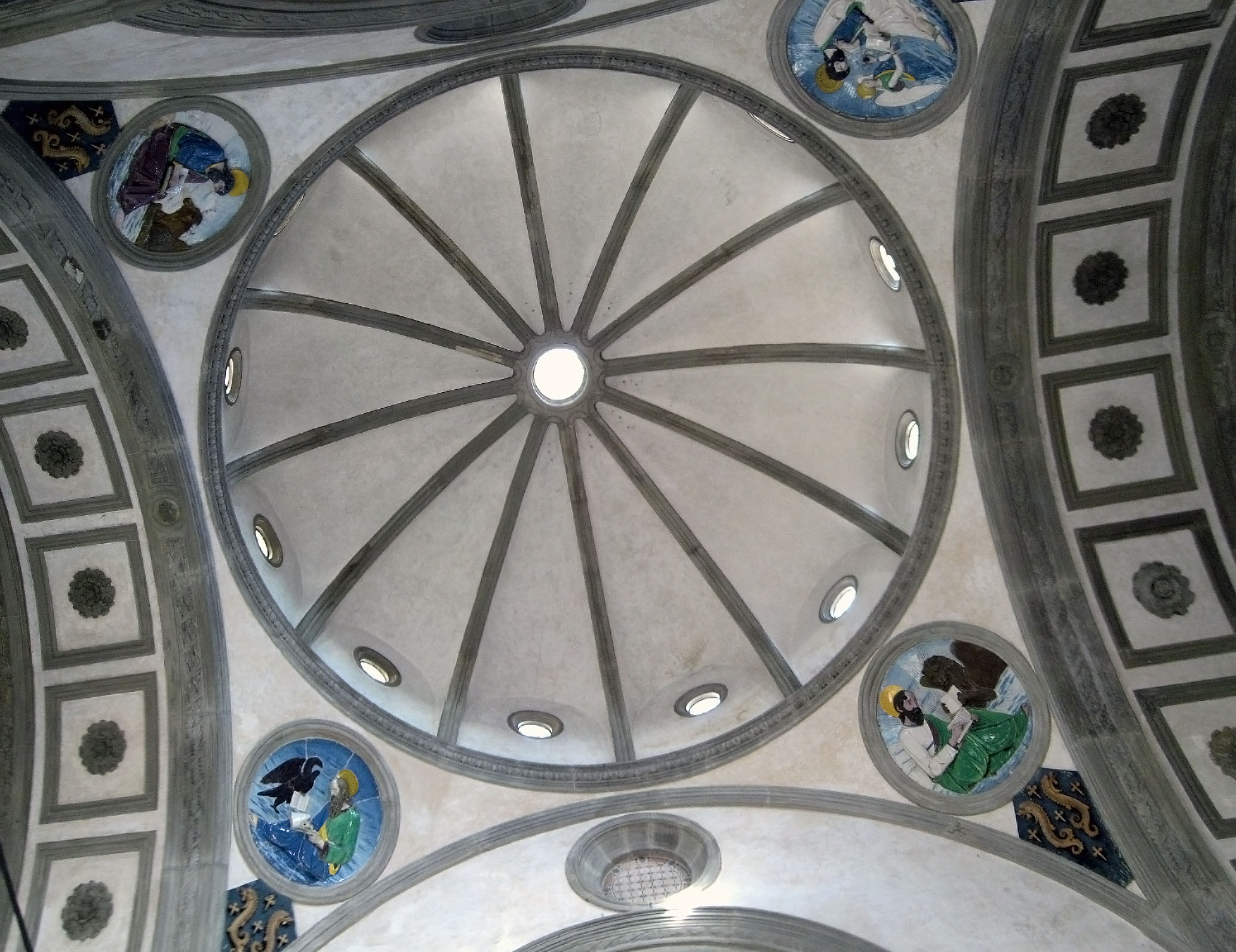
Blick in die Kuppel der Cappella dei Pazzi in Florenz. Die Pendentifs sind mit Medaillons der Evangelisten und Familienwappen geschmückt.
Schema der Pendentifkuppel mit Tambour
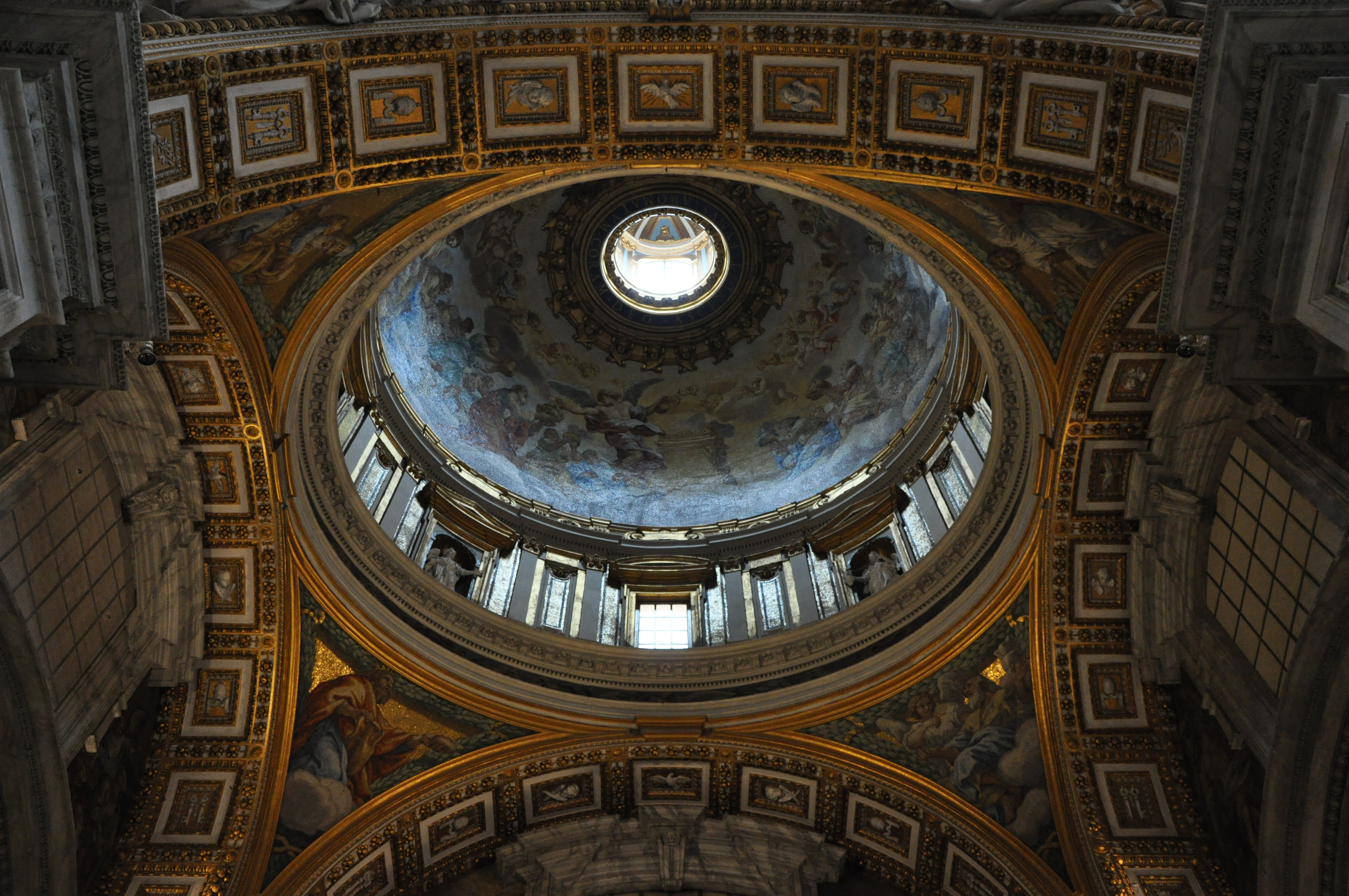
Vierung mit vier Pendentifs, Tambour und Kuppel
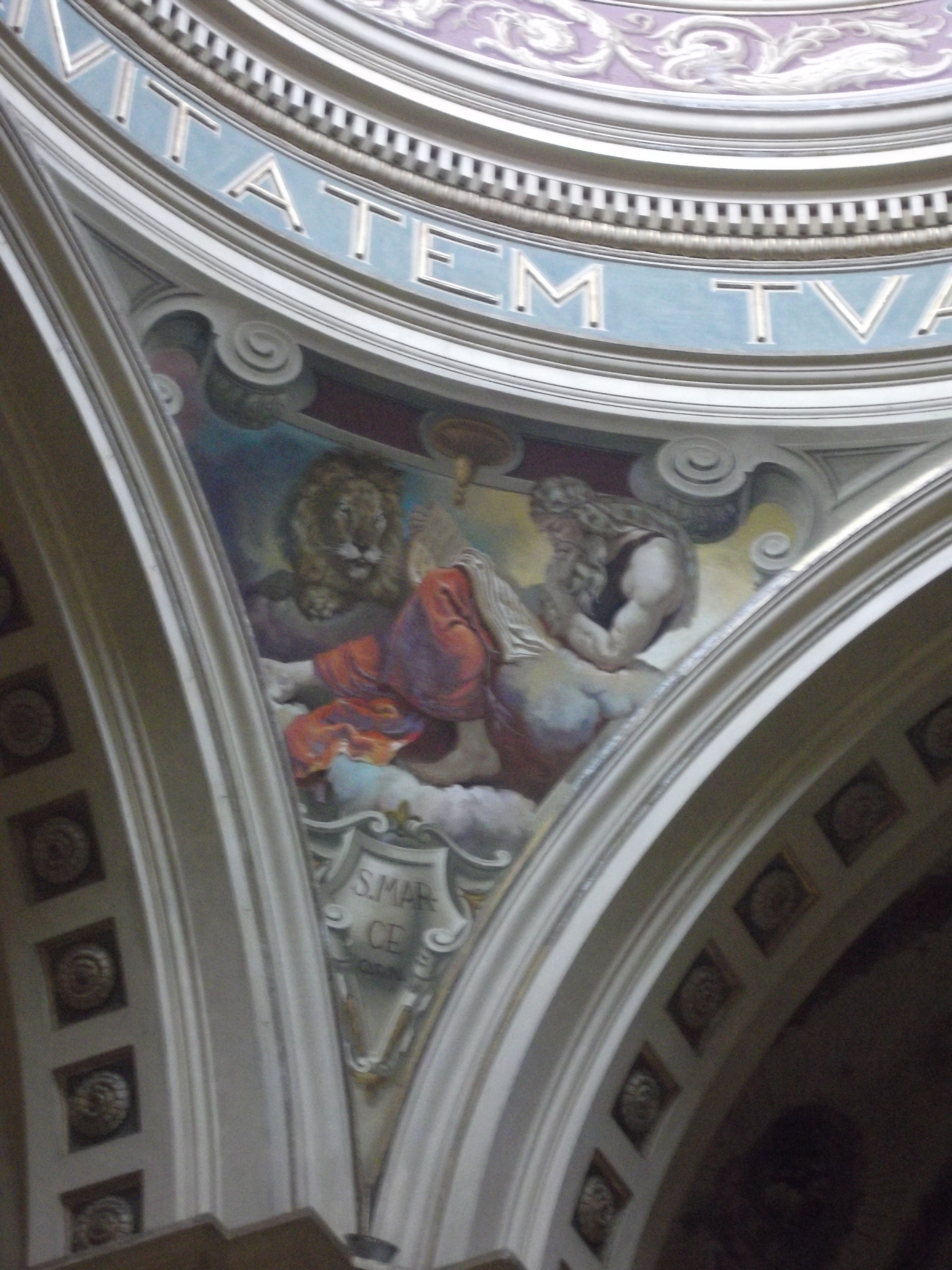
Pendentif-Schmuck mit Ausmalung (Kathedrale von Pelotas)
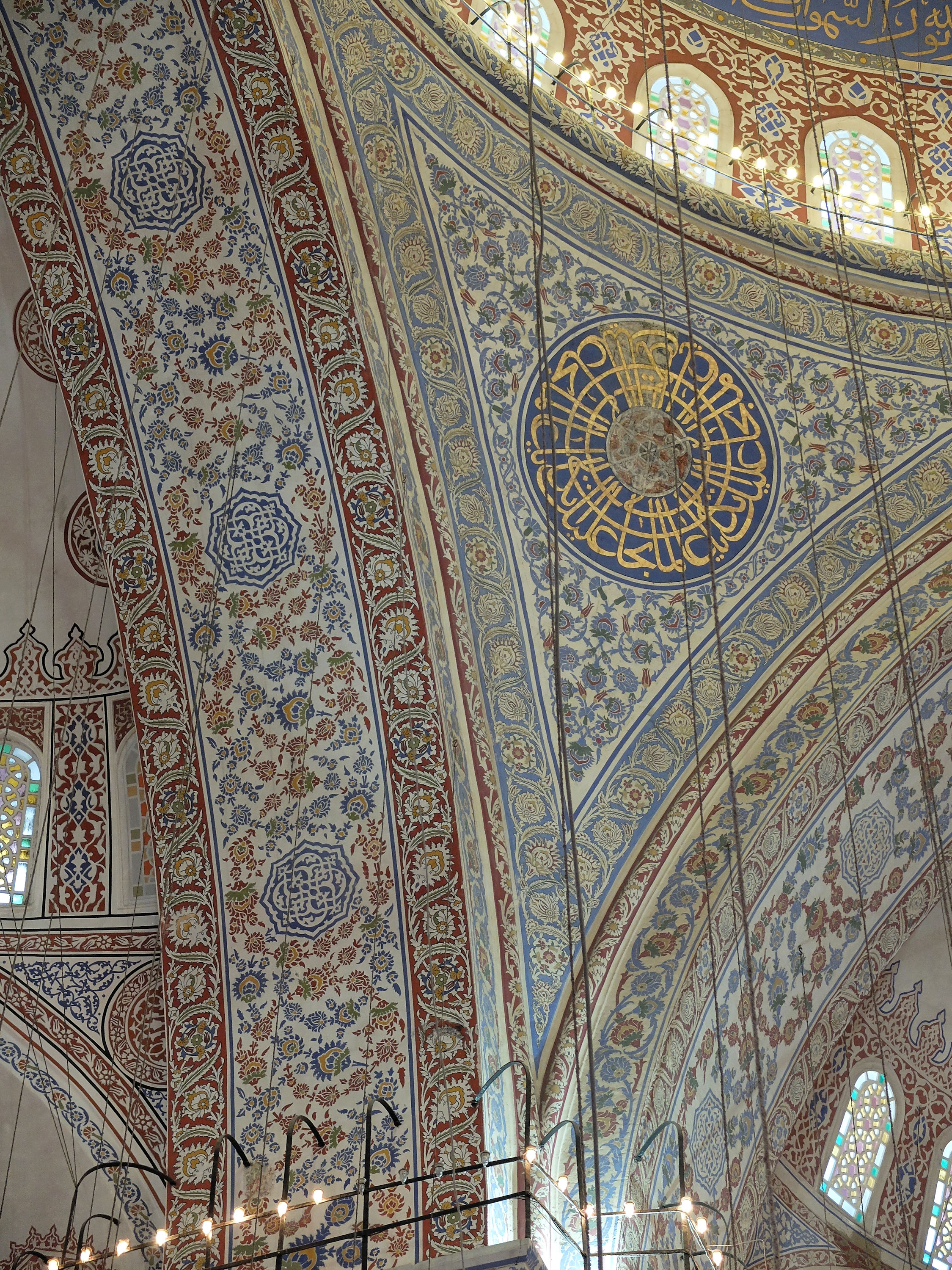
Pendentif-Schmuck mit Ausmalung (Blaue Moschee, Istanbul)
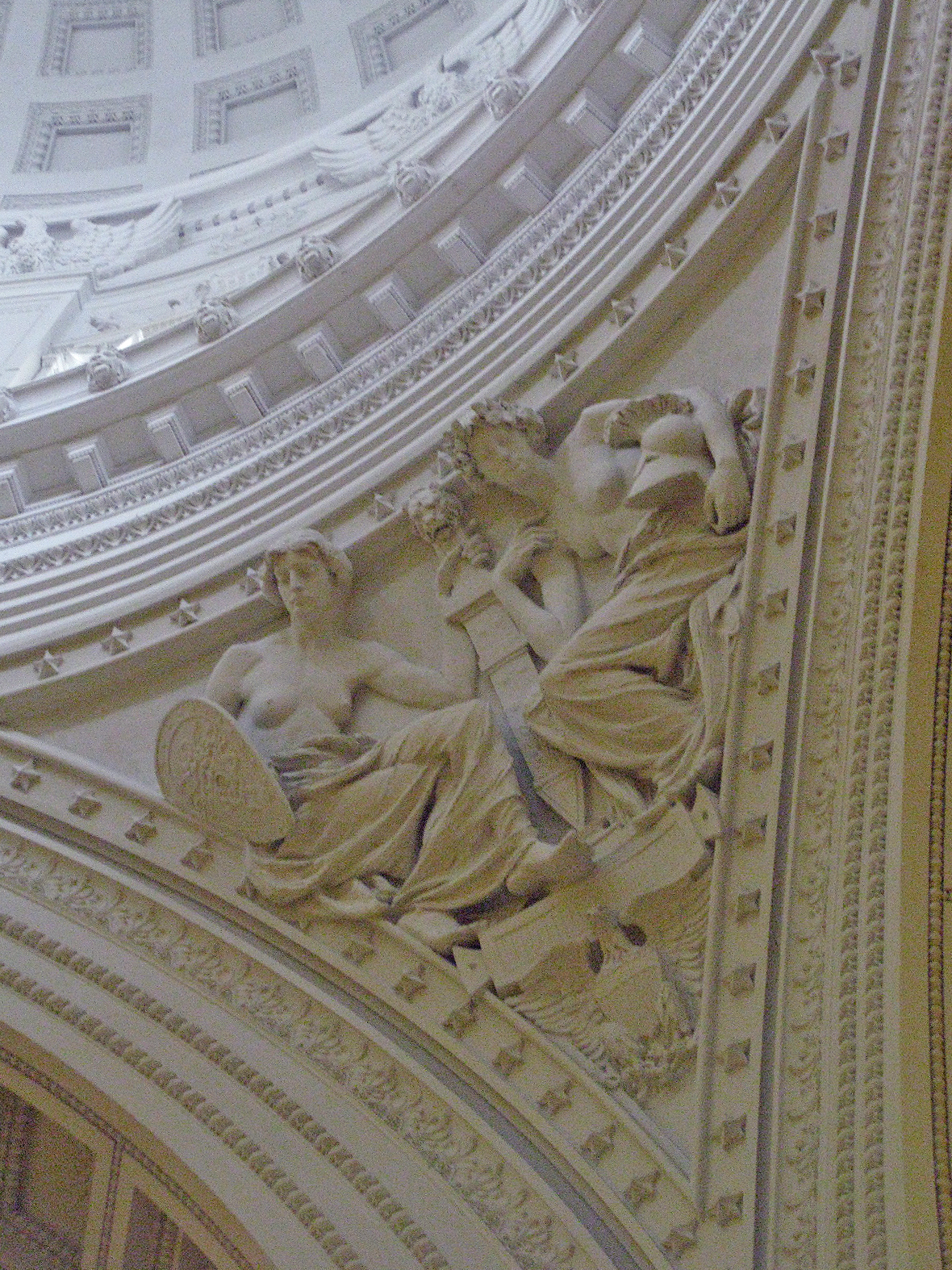
Pendentif-Schmuck mit Reliefs (General Grant National Memorial, New York City)

## Geschichte
Ob Pendentifs bereits in der römischen Thermenarchitektur bekannt waren, ist unklar – sie gelten als charakteristisch für die byzantinische Baukunst. Vorbild für viele spätere Gebäude war die 532 bis 537 erbaute Hagia Sophia. Mitte des 6. Jahrhunderts wurde die Pendentifkuppel erstmals in Syrien bei der Kirche des Palastes Qasr ibn Wardan angewandt. Aus dem 9. Jahrhundert stammt die erste Pendentifkuppel in Georgien an der Gottesmutterkirche des Allerheiligenklosters von Watschnadsiani.

## Dekor
Die dreieckigen Gewölbeflächen der vier Pendentifs sind nur von innen sichtbar und werden oft durch Malereien, Mosaike oder Reliefs dekoriert. Wegen der symbolischen Vierzahl finden sich hier bei mittelalterlichen und neuzeitlichen Kirchenbauten öfters Darstellungen der vier Evangelisten und/oder ihrer Symbole – seltener auch Bildnisse der vier Kirchenväter des Abendlandes.